# ملووین
ملووین (به انگلیسی: Mélovin) با نام کامل کستیانتین میکایلوویچ بوچاروف (زاده ۱۱ آوریل ۱۹۹۷) خواننده اوکراینی است.
او در یوروویژن ۲۰۱۸ نماینده اوکراین بود.